# 聖戦士伝承・雀卓の騎士
『聖戦士伝承・雀卓の騎士』（せいせんしでんしょう・じゃんたくのきし）は、1994年8月1日にSUPER CD-ROM²ソフトとして日本物産より発売されたPCエンジン用の2人打ち麻雀ゲームソフトである。
「聖戦士」「ホーラロード」などの用語が飛び交うファンタジー世界を舞台にした作品。アニメ『聖戦士ダンバイン』のパロディ色が強いうえ、キャラクターデザイン・作画監督には本家の湖川友謙を起用している。また、主人公の声優も『ダンバイン』のショウ・ザマ同様、中原茂が担当している。
| スタブアイコン | サブスタブ | この項目は、まだ閲覧者の調べものの参照としては役立たない、コンピュータゲームに関連した書きかけの項目です。この項目を加筆・訂正などしてくださる協力者を求めています（P:コンピュータゲーム/PJ:コンピュータゲーム）。 |